# Soul Rebels
Soul Rebels (укр. Бунтарі душі) — другий студійний альбом ямайського реґі-гурта The Wailers; їхній перший альбом, випущений за межами Ямайки. The Wailers звернулися до продюсера Лі «Скретча» Перрі в серпні 1970 року, щоб записати цілий альбом; сесії проходили в студії звукозапису Ренді (також відомій як Studio 17) в Кінгстоні, Ямайка до листопада. Спершу альбом видали у Великій Британії на лейблі Trojan Records у грудні 1970 року, відтоді кілька разів перевидавали на різних лейблах.

## Пісні
Заглавна пісня під назвою «Soul Rebel» — перша спільна робота Лі Перрі та Боба Марлі. Марлі придумав пісню та співав текст, а Перрі написав і аранжував музику.

## Відгуки
1973 року в виданні Newsday Роберт Крістгау визнав, що Soul Rebels перевершує єдиний на той час американський реліз Марлі та The Wailers Catch a Fire.
Видання AllMusic написало яскраву ретроспективну рецензію на альбом: вони назвали його «дивним і чудовим набором раннього реггі, який часом грає швидко та вільно з уже усталеними умовностями жанру». 

## Обкладинка
За книгою Коліна Гранта «Я і я: природні містики: Марлі, Тош і Вейлер», гурт був незадоволений «м’яким порно» на обкладинці альбому — і тим, що з ними не консультувалися стосовно обкладинки.

## Список композицій
Автор музики і слів Боб Марлі, якщо не зазначено іншого. 
| Сторона «А» | Сторона «А»     | Сторона «А»  | Сторона «А» |
| #           | Назва           | Автор(и)     | Тривалість  |
| ----------- | --------------- | ------------ | ----------- |
| 1.          | «Soul Rebel»    |              | 3:19        |
| 2.          | «Try Me»        |              | 2:45        |
| 3.          | «It's Alright»  |              | 2:34        |
| 4.          | «No Sympathy»   | Пітер Тош    | 2:13        |
| 5.          | «My Cup»        | Джеймс Браун | 3:34        |
| 6.          | «Soul Almighty» |              | 2:42        |

| Сторона «Б» | Сторона «Б»    | Сторона «Б»                                                  | Сторона «Б» |
| #           | Назва          | Автор(и)                                                     | Тривалість  |
| ----------- | -------------- | ------------------------------------------------------------ | ----------- |
| 7.          | «Rebel's Hop»  | Кертіс Лі Мейфілд, Норман Вітфілд, Барретт Стронг, Боб Марлі | 2:38        |
| 8.          | «Corner Stone» |                                                              | 2:28        |
| 9.          | «400 Years»    | Пітер Тош                                                    | 2:33        |
| 10.         | «No Water»     |                                                              | 2:08        |
| 11.         | «Reaction»     |                                                              | 2:41        |
| 12.         | «My Sympathy»  |                                                              | 2:41        |